# Karl-Heinz von Liebezeit
Karl-Heinz von Liebezeit (* 10. Juli 1960 in Karlsruhe) ist ein deutscher Schauspieler.

## Leben
Der Sohn des deutschen Schauspielers österreichischer Herkunft Karl von Liebezeit studierte von 1979 bis 1981 an der Westfälischen Schauspielschule in Bochum, und von 1992 bis 1993 bildete er sich am Pacific Renaissance Institute/Theatre in Los Angeles und am Lee Strasberg Studio in New York weiter. 
Er spielte viel Theater, unter anderem von 1978 bis 1980 am Schauspielhaus Bochum, anschließend in Bonn und Hamburg. 
Seit 1980 war er auch in etlichen Fernsehproduktionen zu sehen sowie im Kino. 1998 bis 1999 war von Liebezeit als Frank Gitting in der RTL-Justizserie Hinter Gittern – Der Frauenknast zu sehen.
Seit 2004 ist er Mitglied der Deutschen Filmakademie und lebt in Berlin.

## Kino
- 1981: Am Ufer der Dämmerung
- 1981: Nacht der Wölfe
- 1984: Loft – Die neue Saat der Gewalt
- 1988: Land der Väter, Land der Söhne (R.: Nico Hofmann)
- 1996: Die Stunde der Wahrheit (R.: Christian Diedrichs)
- 2001: Verhängnis (Kurzfilm, R.: Florian Baxmeyer)
- 2004: Der Rote Kakadu
- 2008: Henri 4

## Fernsehen
- 1981: Tatort  – Grenzgänger
- 1982:  Die Zeiten ändern sich
- 1982: Derrick  – Das Alibi
- 1983: Der Fahnder
- 1983: Der Alte Folge: Kalt wie Diamant
- 1984: Geheimsender 1212
- 1984: Eigener Herd ist Goldes wert
- 1985: Ami go home oder der Fragebogen des Herrn von Salomon
- 1985: Zwischen den Zeiten
- 1986: Die Bombe
- 1986: Ein Fall für TKKG
- 1987: Kommissar Zufall
- 1988: Ohne Lizenz
- 1989: Der Fahnder
- 1990: Vera Wesskamp
- 1992–1994: Frankenberg
- 1992: Ein Fall für Zwei Folge: Eifersucht
- 1992: Oppen und Ehrlich
- 1993: Sonntag&Partner
- 1993: Der Fahnder
- 1995: Der Fahnder
- 1995: Ein Fall für Zwei
- 1997: Der Fahnder
- 1998–1999: Hinter Gittern – Der Frauenknast
- 1999: Großstadtrevier
- 2000–2008: Im Namen des Gesetzes
- 2001: Die Wache
- 2001: Küstenwache
- 2003: Alphateam
- 2003: Balko
- 2004: Stauffenberg
- 2004: Der Dicke
- 2005: SOKO Wismar
- 2005: In aller Freundschaft
- 2005: Alarm für Cobra 11 – Die Autobahnpolizei
- 2007: Die Wehrmacht
- 2008: SOKO Kitzbühel
- 2008: Familie Sonnenfeld
- 2016: SOKO Donau